# Kalyvia Analipseos
Kalyvia Analipseos este un sat din Elassona, Grecia.